# Juan de Aguado
Juan de Aguado est un fonctionnaire espagnol du XVe siècle.

## Biographie
Il est envoyé par le roi d'Espagne à la colonie de La Isabela, fondée par Christophe Colomb, pour y enquêter (2 juin 1495) et constate que les bruits dénonçant la violence et la cupidité des colonisateurs sont fondés. 
Colomb retourne avec lui en Europe en 1496 et obtient le pardon de la reine Isabelle.